# 사회주의적 사실주의
사회주의적 사실주의(러시아어: Социалистический реализм, 영어: Socialist realism)는 마르크스-레닌주의와 사실주의 결합된 마르크스주의 예술 사조로 1934년 소련의 예술인들에 의해 최초로 확립되었다. 현실 고발적 성격이 강한 사실주의와는 달리 사회주의적 사실주의는 미화와 선전 목적이 강한 예술사조이며, 사회 문제를 묘사한 사회적 사실주의(스페인어: Realismo social, 영어: Social realism)와도 무관한 개념이다.
원래 사회주의적 사실주의는 소련의 예술계에서 한정된 매우 폐쇄적인 개념이었지만 제2차 세계 대전 종전 이후 국제적으로 확산되었으며, 냉전 시대에 종주국인 소련과 동구권 공산국가를 중심으로 급격히 발전하였다. 이 사조는 프롤레타리아 해방과 마르크스-레닌주의 사상에 대한 탐구를 주로 다루었는데 통일된 교리가 존재하지 않았으며, 다른 사실주의 사조들에 비해 학자들의 연구와 분석이 부족한 편이다.
그러나 이 사조는 1960년대 소련에서 러시아 아방가르드의 부활과 함께 쇠락하기 시작했으며, 1991년 사회주의적 사실주의의 종주국인 소련이 몰락의 길을 걸으면서 완전히 소멸하였다.

## 미술
사회주의 리얼리즘은 1922년 소비에트에서 혁명러시아 미술협회(革命－美術協會)가 결성됨에 즈음하여 그 기본적인 제작 원리로 채택된 이념이다. 1932년에는 스탈린에 의하여 이 이념은 더욱 명확해져 예술 전반의 원칙으로서 오늘날에 이르고 있다. 즉 그 내용은 현실을 혁명적 전개에 즉응하여 역사적·구체적으로 표현할 것, 또한 예술 제작을 사회주의의 정신에 입각한 이데올로기의 혁신과 노동자의 교화(敎化)라고 하는 목적에 합치시키는 것이다. 이 원칙을 채용함으로써 혁명 전후에는 상당한 약진을 보여 준 전위적인 경향(구성주의 및 쉬프레마티슴)은 형식주의로 전환하지 않을 수 없었으며, 동시에 널리 유럽의 현대미술도 소위 부르주아적인 퇴폐 미술이라 하여 배척하는 독선을 낳게 하였다.
소비에트의 새로운 체제가 서구(西歐)와의 대결에서 생긴 이념으로서 각국의 프롤레타리아 미술에 영향을 끼쳤던 것이나 실제의 작품은 정치가와 군인의 초상화, 노동이나 전투 따위의 장면을 그린 의고전적(擬古典的)인 작품이 거의 전부이며 새로운 입장에서의 실재감(實在感)을 만들어 내지는 못하였다. 정책으로서의 경사(傾斜)가 때때로 예술적인 자유를 억압하고 있는 경향도 있다. 대표적인 미술가로서는 회화에서 게라시모프와 그레코프가 있고 조각에는 무하나, 톰스키를 들 수 있고 만화의 공동제작 그룹에는 쿠크루이니크시가 있다.

## 음악

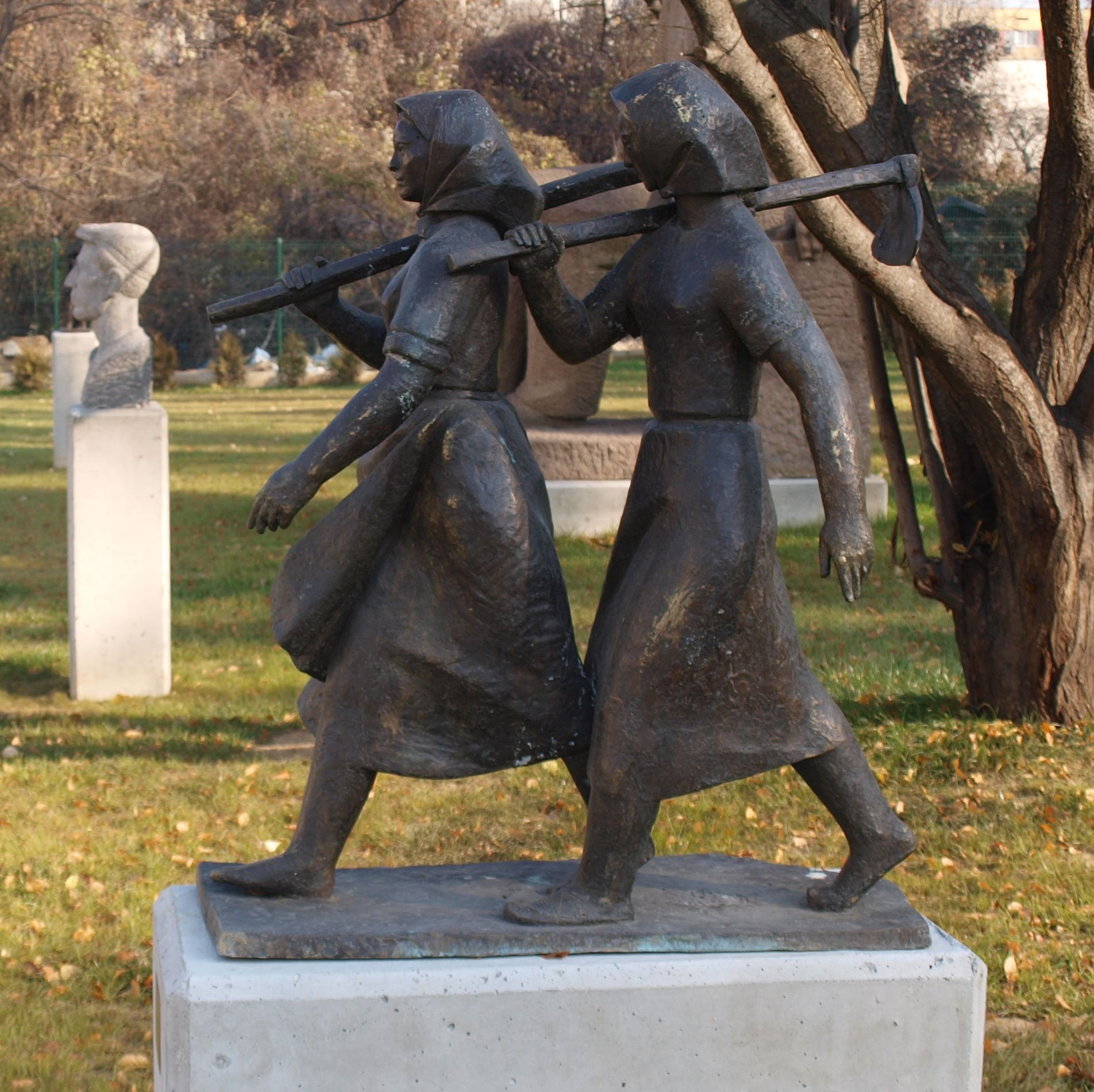
불가리아 소피아의 사회주의 예술 미술관에 전시된 조각

1930년의 당대회(黨大會)에서 스탈린이 사회주의 국가의 문화에 대하여, '형식으로는 민족적, 내용으로는 사회주의적'이라는 구호를 내세웠으며, 4년 후의 문학자 회의에서는 고리키의 '사회주의 리얼리즘'을 바탕으로 한 규약이 채택되어, 첫째로 음악은 계급적 또는 국가목적에 따른 구체적 제재를 지닌 것(오페라, 칸타타)이 바람직하며, 대중이 알기 쉽게 작곡양식은 고전적 질서와 낭만성을 띤 19세기적 스타일을 기본으로 해야 한다는 철저한 방침에 따라 서구의 모더니즘은 전적으로 부정되었다. 그로 인하여 이 시기 이후의 러시아 작곡가는 신고전적 경향을 가장 농후하게 지니는 결과가 되었던 것이다.

## 문학
1929년부터 1932년경까지 프롤레타리아 문학계의 최강 단체였던 ‘라프’(러시아 프롤레타리아 문학연맹)는 당의 일부 지지 아래 “동맹자냐, 적이냐”라는 극좌적(極左的) 슬로건을 내걸고 출판사를 독점하였고 반대파로 지목되는 작가들에게 박해를 가해, 공포와 불모의 상태를 조성하게 되었다. 이로 인한 해독이 차츰 명확해지자 당은 33년, 이 무질서를 수습하기 위해 모든 문학단체를 해산시키고 당원·비당원을 막론하고 사회주의 건설에 참여하려는 모든 작가를 통합하는 ‘소비에트 작가동맹’을 설립하기로 결정, 고리키를 명예위원장으로 하는 조직위원회가 세워지고 1934년 제1회 소비에트 작가대회가 개최되었다. 이 작가 동맹은 유일한 단체로 군림하면서 당의 지도에 복종함으로써 ‘사회주의 리얼리즘’의 단일 교의가 부과되기에 이르렀다.
사회주의 리얼리즘은 라프와 같은 편협한 작가조직에서 작가들을 해방시켜 작가동맹으로 재편성시키기 위한 구호로서 생겨났으나 이 교의는 벨린스키나 체르니셰프스키 이래의 문학, 예술의 사회적 역할, 예술가의 사회적 사명, 국민에의 봉사와 신뢰, 진보에의 확신 등과 같은 역사적 유산을 계승하고 있는 것은 의문의 여지가 없다. 순수 객관적인 자연주의적 리얼리즘은 현실의 부정적인 면밖에 나타내지 않고 미래의 밝은 전망과는 연결이 되지 않으며 또한 라프의 유물 변증법적 창작방법은 이데올로기만을 강조하는 그릇된 방향을 지향하기 때문에 이의 극복이 사회주의 리얼리즘 속에서 모색되었다.
사회주의 리얼리즘에의 길을 최초로 개척한 작품은 고리키의 <어머니>가 꼽히며 비판적 리얼리즘과 미래에의 전망을 지닌 혁명적 로맨티시즘을 통일시킨 것으로 간주되었다. 그러나 두 개의 대립되는 문학조류가 통일된 것이 어떤 것인지 상상하기는 힘든 일이다. 또한 새시대에 알맞는 긍정적 인간상을 묘사한 오스트로프스키의 <강철은 어떻게 단련되었는가>와 같은 작품이 사회주의 리얼리즘의 모범적인 형태로 꼽혔다. 결국 사회주의 사회 건설에 봉사하는 문학에서 바람직한 것을 모조리 한데 묶는 획일주의적 느낌이 있는데 이것은 세계관, 창작방법, 표현형식까지도 포함한 혼합된 개념이기 때문이다.
이렇듯 다양한 형식의 문학의 공존을 인정해야 할 사회주의 리얼리즘은 스탈린 시대의 문학 관료들의 손으로 문학을 사회정책의 기관으로 만들기 위한 도구로 전락되고 1936년에 시작된 대숙청 때 ‘사회주의 리얼리즘과 관계 없는 작품’이라는 낙인하에 모든 전위적 현대적 작품은 형식주의, 모더니즘, 코스모폴리티즘의 이름 아래 배격되어 30년대 후반에는 문학활동이 점차 침체되어 갔다.

## 같이 보기
- 자본주의 사실주의

## 참고 문헌
- 이 문서에는 다음커뮤니케이션(현 카카오)에서 GFDL 또는 CC-SA 라이선스로 배포한 글로벌 세계대백과사전의 내용을 기초로 작성된 글이 포함되어 있습니다.

1. ↑  https://www.oxfordartonline.com/groveart/display/10.1093/gao/9781884446054.001.0001/oao-9781884446054-e-7000079464#oao-9781884446054-e-7000079464
2. ↑  https://www.jstor.org/stable/430715